# Sawston
Sawston è un paese di 7 150 abitanti della contea del Cambridgeshire, in Inghilterra.